# Llista de governants d'Àustria
Àustria va estar governada per margraus, ducs, i arxiducs i emperadors.

## Marcgravis
- Burkhard vers 960-975
- Leopold I de Battenberg l'Il·lustre 976-994
- Enric I de Battemberg 994-1018 (fill)
- Adalbert el Victoriós 1018-1055 (fill)
- Ernest el Valent 1055-1075 (fill)
- Leopold II el Bell 1075-1096 (fill)
- Leopold III el Sant 1096-1136 (fill)
- Leopold IV el Liberal 1136-1141 (duc de Baviera) (fill)
- Enric II Jasomirgott 1141-1177 (fill), duc d'Àustria el 1156

## Ducs
- Leopold V el Virtuós 1177-1194 (fill)
- Frederic I el Catòlic 1194-1199 (fill)
- Leopold VI el Gloriós 1199-1230 (fill) (duc d'Estíria)
- Frederic II el Guerrer 1230-1246 (fill) (duc d'Estíria)
- Otó d'Eberstein, vicari imperial 1246-1248
- Frederic III Hohenzollern el Lleó 1246-1248 (rebel)
- Hermann de Baden 1246-1250 (Hermann VI de Baden)
- Premislau Ottokar (marquès de Moràvia i rei de Bohèmia 1253-78) 1246-1278 (fill de Wenceslau III de Bohèmia
- Interregne 1278-1282
- Rodolf I d'Habsburg (emperador 1273-1291) 1278-1282 (landgravi d'Alsàcia)
- Albert I d'Habsburg (emperador 1298-1308) 1282-1308 (germà)
- Rodolf II d'Habsburg (rei de Bohèmia) 1282-1290 (fill, associat)
- Rodolf III d'Habsburg 1298-1307 (associat)
- Frederic IV el Bell (emperador) 1308-1330 (germà de Rodolf II)
- Leopold VII el Gloriós 1308-1326 (germà, associat) (landgrau d'Alsàcia)
- Enric III el Plàcid 1308-1327 (germà associat)
- Odó l'Audaç 1329-1339 (germà, associat) (duc de Caríntia)
- Albert II el Savi 1330-1358 (duc de Caríntia) (germà)
- Rodolf IV l'Enginyer 1358-1365 (fill) (duc de Caríntia)
- Frederic V d'Habsburg 1339-1344 (fill d'Odó I, associat)
- Frederic VI l'Esplèndid 1358-1362 (germà de Rodolf IV)
- Albert III d'Habsburg 1365-1395 (germà) (duc de Caríntia)
- Leopold VIII el Valent 1379-1386 (germà associat) (duc de Caríntia)
- Albert IV d'Habsburg 1395-1404 (fill d'Albert III)
- Albert V d'Habsburg (rei de Bohèmia i Hongria, emperador 1438-1439) 1404-1439 (fill)
- Frederic VII d'Habsburg (emperador 1440-1493) 1439-1444 (nebot de Leopold III)
- Albert VI el Pròdig 1444-1446 (fill de Frederic V)

## Arxiducs
- Ladislau Pòstum 1440-1457 (fill d'Albert V) (rei de Bohèmia i Hongria), Arxiduc des de 1453
- Segimon d'Habsburg 1446-1490 (nebot de Leopold III)
- Albert VI el Pròdig 1457-1463 (segona vegada)
- Frederic VIII d'Habsburg (emperador 1440-1493) 1463-1493 (segona vegada)
- Maximilià I d'Habsburg 1493-1519 (fill) (emperador)
- Carles I 1519-1521 (fill) (emperador)
- Ferran I d'Habsburg 1521-1564 (germà) (rei de Bohèmia i Hongria i emperador 1558-1564)
- Maximilià II d'Habsburg (emperador 1564-1578) 1564-1576
- Rodolf V d'Habsburg (emperador 1576-1612) 1576-1608
- Maties d'Habsburg (emperador 1612-19) 1608-1619
- Ferran II d'Habsburg (emperador 1619-1637) 1619-1637
- Ferran III d'Habsburg (emperador 1637-1657) 1637-1657
- Leopold VIII d'Habsburg (emperador 1658-1705) 1657-1705
- Josep I d'Habsburg (emperador 1705-1711) 1705-1711
- Carles II d'Habsburg (emperador 1711-1740) 1711-1740
- Maria Teresa d'Habsburg 1740-1780, casada a Francesc I de Lorena, inicien el casal de Lorena-Habsburg
- Josep II d'Àustria (emperador 1765-90) 1780-1790
- Leopold II d'Àustria (IX) (emperador) 1790-1792
- Francesc I d'Àustria (Francesc II emperador 1792-1806) 1792-1835
- Ferran I d'Àustria 1835-1848
- Francesc Josep I d'Àustria 1848-1916
- Carles I d'Àustria i IV d'Hongria 1916-1918